# Vale todo
Vale todo é uma telenovela produzida pela Telemundo em parceria com a Rede Globo e exibida entre 17 de junho e 1º de novembro de 2002, às 21 horas, em 100 capítulos.     
A telenovela é uma adaptação da brasileira Vale Tudo de Gilberto Braga e Aguinaldo Silva, produzida em 1988 e foi escrita por Yves Dumont, contou com direção de Wolf Maya, Ary Coslov e Luciano Sabino, com direção geral de José Paulo Vallone.
Foi protagonizada por Itatí Cantoral e Diego Bertie e antagonizada por Ana Cláudia Talancón e Zully Montero.

## Produção
Vale todo foi a primeira parceria entre a TV Globo e a Telemundo. Pela parceria, a emissora recebeu sua remuneração por audiência e a Telemundo ficou com a receita dos comerciais. A produção foi rodada nos Estúdios Globo no Rio de Janeiro e cada capítulo custou cerca de US$ 63 mil.
A telenovela não alcançou o sucesso esperado. A projeção era fazê-la ter 150 capítulos, caso ela fosse sucesso. Como isso não ocorreu, ela ficou com apenas 100 capítulos.
O autor Walther Negrão passou a supervisionar a novela na tentativa de recuperar a audiência.
O elenco reúne atores mexicanos, peruanos, brasileiros, argentinos, cubanos, colombianos e venezuelanos. Foi feita uma escalação rigorosa para chegar a um elenco de primeira linha. O elenco teve aulas para atenuar o sotaque. Antonio Fagundes teve sua voz dublada ao castelhano.
A trilha sonora foi especialmente escolhidas as músicas e os seus cantores. Destaque à belga Lara Fabian, à espanhola Mónica Naranjo, Zezé di Camargo & Luciano, e a própria protagonista Itatí Cantoral

## Elenco
- Itatí Cantoral - Raquel Accioli
- Diego Bertie - Iván Corrêa
- Ana Cláudia Talancón - Maria de Fátima Accioli
- Paulo Quevedo - César Ribeiro
- Zully Montero - Lucrécia Almeida Roitman
- Alejandra Borrero - Helena Almeida Roitman
- Alberto Guerra - Bruno
- Khotán - Pablo Argos
- Verónica Terán - Maria José
- Enrique Borja - Rodolfo
- Ricardo Chaves - Felipe
- José Luis Franco - Renato
- Patricia Valdéz - Dolores
- Jorge Espíndola - Júan
- Rossana Fernandez Maldonado - Beatriz
- Antônio Fagundes - Salvador Accioli
- Carlos Caballero - Mario
- Germán Barrios - Octavio
- Agmeth Escaf - Alfonso Almeida Roitman
- Javier Gómez - Marco Aurélio Alvarez
- Beatriz Vásquez - Leila Alvarez
- Santiago Magill - Santiago Alvarez Roitman
- Roberto Mateos - Rubén
- Julio Rodríguez - Eugenio Pimentel
- Consuelo Luzardo - Celina
- Elena Toledo - Isabel
- Carla Rodriguez - Fernanda
- Nadia Rowinsky - Aleida
- Marisol Colero - Mercedes
- Paulo Said - Gustavo
- Santiago Maschender - Hernandez
- Alberto Pedret - Salvador Accioli (voz)

## Trilha sonora
- Tu no sospechas (Jordi)
- A un paso de mi amor (Just a prayer away) (Ana Cristina)
- Todo lo que tengo (Alejandro Montaner)
- Sola otra vez (Lara Fabian)
- Para alcanzarte (Sin Bandera)
- Amor de luna (Alejandro Fernandez)
- Bésame (Jordi)
- Déjenme vivir (Celia Cruz)
- Doy la vida por un beso (Dou a vida por um beijo) (Zezé di Camargo & Luciano)
- No cambies nunca (Mónica Naranjo)
- Quiero pecar en ti (Azucar Moreno)
- Contigo aprendí (Bolero Jazz)
- El reloj (Itatí Cantoral)
- Vale todo (Jose Cantoral)